# Суви лаки
Суви лаки (на македонска литературна норма: Суви Лаки) е курорт в Северна Македония, разположен на 25 km южно от градчето Берово, по пътя за Струмица, между планините Огражден и Малешевска. Суви лаки е урбанизиран в 1978 година и има 450 вили, две детски станции. В 2007 - 2009 година е изградена църквата „Св. св. Кирил и Методий“.
Курортът е основен изходен пункт за изкачването на първенеца на Огражден – връх Огражденец (1747,6 м).
В Суви лаки през 1906 година загива революционерът Костадин Зелников.